# Miss (漫画)
『Miss』（ミス）は、芦原妃名子による日本の漫画作品。
『別冊少女コミック』（小学館）にて2000年5月号から12月号まで連載されていた。単行本は全2巻。

## あらすじ
中学生の頃、イジメにあっていた果津は、人間不信になってしまい、友人とは表面的な関係しか築くことができなかった。
しかし、ある日、学校一の遊び人・桐島に「本気で笑ってない」と指摘される。「もう恋はしない」と誓っていた果津だが、桐島だけが自分のSOSに気付いてくれたことで、少しずつ感情が変化していく。

## 登場人物
安西 果津（あんざい かづ）
中学生の頃、ひどいイジメに遭ったことが原因で、他人と表面的な関係しか築けない。桐島と出会い、変化していく。
桐島 健太（きりしま けんた）
果津のクラスメイト。入学して3か月で3人と付き合った。父親と兄は医者で開業医。幼い頃、父親に虐待を受けていた。
嶋 今日子（しま きょうこ）
秀才だが、変人としても有名。両親が離婚し、現在は一人暮らし。北原季一郎のファン。
北原 季一郎（きたはら きいちろう）
果津の隣人。フリーのカメラマン。ボランティア好きで、世界中を飛び回っている。果津にとっては家族同然の存在。
桐島 圭一（きりしま けいいち）
健太の兄。医者。
桐島 夏樹（きりしま なつき）
圭一の妻。幼い頃に母親を亡くした健太にとっては、姉であり母のような存在でもあった。